# 木乃伊戰士
木乃伊戰士（Mummies Alive!），由美國DIC Entertainment所製作的動畫影集，在迪士尼頻道所播出的一部奇幻動作題材動畫，主要角色為三男一女的組合，角色的分配模式類似日本超級戰隊。

## 主要角色
加卡（Ja-Kal）
盔甲造型為鷹，使用弓箭作為武器。為四人中的隊長，穩重沉著且相當值得信賴，只是一直對自己的妻兒和親兄弟有著一份愧疚感。
拉斯（Rath）
盔甲造型為眼鏡蛇，使用長刀作為武器。擔當著皇室的教師，知識淵源且具有非常濃厚的研究欲，同時在戰鬥的時候也會使用法咒作為輔助。
阿蒙（Armon）
盔甲造型為盘角羊，使用變身之後生長出來的右手臂作為武器。食量很大且基本上就是個一根筋的人物。
妮芙汀娜（Nefer-Tina）
四人组中唯一的女战士。盔甲造型為豹，使用鞭子作為武器。在第一集中，她自称自己当年女扮男装才得到了法老驭夫的职位。
史卡拉（Scarab）
埃及的大祭司。盔甲的型態為聖甲蟲，雖然位高權重卻仍然對現實感到不滿，渴望得到永生，而認為最簡單的辦法就是奪取小王子雷普希斯（Rhapses）的靈魂。擅長使用法咒，但平時總依賴大批的傀儡軍隊做為自身的作戰方式。